# Landschaftsschutzgebiet Oberlauf der Ilse
Das Landschaftsschutzgebiet Oberlauf der Ilse mit etwa 12 ha Flächengröße liegt an der Ortslage von Kirchheide im Stadtgebiet von Lemgo. Es wurde 2009 mit dem Landschaftsplan Lemgo durch den Kreistag des Kreises Lippe als Landschaftsschutzgebiet (LSG) ausgewiesen. Das LSG besteht aus zwei Teilflächen. 

## Beschreibung
Das LSG umfasst den Oberlauf Ilse von der Stadtgrenze Bad Salzuflens bis Kirchheide. Die Bebauung grenzt direkt an. Im Schutzgebiet liegen auch Erlenbrüche, Sumpf- und Feuchtwiesen. In den Sumpf- und Feuchtwiesen sind Mädesüß, Kalmus und Sumpfdotterblume zu finden.
Zum Wert des Schutzgebietes führt der Landschaftsplan aus: „Es ist als Refugial- und Vernetzungsbiotop in einem landwirtschaftlich genutzten Umfeld, insbesondere in unmittelbarer Siedlungsnähe von hohem Wert.“

## Schutzzwecke für das LSG
Laut Landschaftsplan erfolgte die Ausweisung des LSG
- „zur Erhaltung und Wiederherstellung der Leistungsfähigkeit des Naturhaushaltes in ökologisch besonders wertvoll strukturierten Bereichen mit Wasser-, Klima- und Biotopschutzfunktionen,“
- „zur Erhaltung und Wiederherstellung von Quellbereichen und naturnahen Fließgewässern, Wald- und Grünlandbereichen unterschiedlicher Feuchtestufen, Feldgehölzen, Hecken und Obstwiesen,“
- „zur Erhaltung morphologisch ausgeprägter Bereiche zur Sicherung der landschaftlichen Eigenart und Vielfalt für die Erholung,“
- „zur Erhaltung wertvoller Biotopkomplexe aus Wald-Grünlandbereichen, Fließgewässern und Quellen sowie Biotopen nach § 62 LG mit wichtigen Refugial-, Puffer-, Trittstein- und Vernetzungsfunktionen,“
- „zur Erhaltung und Wiederherstellung wichtiger Rückzugsräume für die bedrohte Tier- und Pflanzenwelt,“
- „zur Sicherung der das Orts- und Landschaftsbild gliedernden und belebenden und die dörflichen Siedlungsstrukturen prägenden Freiraumelemente.“[1]

## Rechtliche Vorschriften
Im Landschaftsschutzgebiet ist unter anderem das Errichten von Bauten und Fischteichen verboten. Grün- und Brachland darf nicht in eine andere Nutzungsart umgewandelt oder umgebrochen werden.